# Aoraki inerma
Aoraki inerma – gatunek kosarza z podrzędu Cyphophthalmi i rodziny Pettalidae.

## Opis
Drobny gatunek kosarza o krótkich nogach.

## Biotop
Gatunek ten bytuje w ściółce drzew liściastych.

## Podgatunki
Wyróżniono dwa podgatunki: 
- Aoraki inerma inerma (Forster, 1948)
- Aoraki inerma stephenensis (Forster, 1952)

## Występowanie
Jak wszyscy przedstawiciele rodzaju jest endemitem Nowej Zelandii. Podgatunek nominatywny występuje na Wyspie Północnej, a A. inerma stephenensis na niewielkiej Wyspie Stephens w regionie Malborough.